# フォート・スタントン脱走事件
フォート・スタントン脱走事件（Escape from Fort Stanton）は、第二次世界大戦中のアメリカ合衆国で発生した脱走事件である。1942年11月1日、ニューメキシコ州フォート・スタントンの収容所からドイツ人船員4人が脱走した。フォート・スタントンでは他にも何件かの脱走未遂事件があったが、1942年11月の事件はその中でも最も成功したものであり、また銃撃戦まで発展した唯一の事例である。ドイツ船員のうち1人が負傷し、残り3人は収容所へと送り返された。

## 背景
キャピタンからおよそ7マイル北東に位置するフォート・スタントンは西部開拓時代に設置された古い陸軍基地で、第二次世界大戦勃発後はドイツ人・日本人用の収容所が設置されていた。脱走した4人を含むドイツ人収容者の大多数は、1939年12月19日にバージニア州沖400マイルの地点で自沈した遠洋定期船SSコロンブスの乗組員だった。フォート・スタントンの収容所は元々SSコロンブスの乗員400人を収容するために設置されたもので、戦時中のアメリカにおいて初めて設置された民間人用収容所でもあった。警備を担当していたのは陸軍ではなく国境警備隊だった。フォート・スタントンがドイツ人収容所に選ばれたのは、基地内にかつて市民保全部隊用に建設された建物が残されており、収容所への転換が容易と思われたことのほか、病院が近かったこと、付近に親ナチ的運動が一切存在しない孤立した地域であることなどによる。
1941年1月、最初のドイツ人収容者がフォート・スタントンに到着した。この時点で収容所は設営途中だったため、ドイツ人らは最初の仕事として宿舎の建設を行った。最終的に宿舎4つ、台所、食堂、洗濯室、便所、浴場、売店、士官宿舎、診療所がドイツ人たちの手で設置された。そのほかに農場やレクレーションホール、地元住民との「ミニ・オリンピック」も開かれたスイミングプールなども設置されていた。
当初、収容所の環境は刑務所よりも小さな町に近かった。アメリカとドイツが戦争状態になかったため、ドイツ人収容者らは多くの自由が認められていた。しかし、1941年12月9日に総統アドルフ・ヒトラーが対米宣戦布告を行った後、それまで許可されていたキャピタンへの外出やハイキングなどが禁止された。ドイツ人収容者らの扱いは「遭難した船員」から「敵性外国人」へと切り替わり、帰国するには終戦を待たなければならなくなった。監視塔や鉄条網なども新たに設置された。

## 脱走
1942年11月以前にも、いくつかの脱走未遂があった。フェンスを登ったり、作業の合間に抜け出したり、トンネルを掘るなどの脱走計画があったが、いずれも失敗に終わり脱走を図った者は収容所に連れ戻されている。やがて多くのドイツ人収容者らは、自分たちが孤立した場所にあり、メキシコからも100マイル以上離れているので、脱走しても逃れる先がないことを受け入れていった。しかし、それでもさらに4人が脱走を試みた。
1942年11月1日夜、ブルーノ・ダーテ（Bruno Dathe）、ヴィリー・ミヒャエル（Willy Michel）、ヘルマン・ルネ（Hermann Runne）、ヨハネス・グランツ（Johannes Grantz）の4人は、闇に紛れて収容所を抜け出し、国境を目指して南へと向かった。彼らの脱走はまもなくして露呈し、ニューメキシコ州およびテキサス州警察による大規模な捜索が始まった。11月3日、ガバルドン渓谷の警戒にあたっていた牧場主の民警団員ボブ・ボイス（Bob Boyce）が脱走者らを目撃した。ボイスはただちに保安官補ジョー・ネルソン（Joe Nelson）に率いられた団員25名から成る民警団本隊へと通報した。追跡の後、民警団は収容所から南へ14マイルに位置するリンカーン国立森林公園内の丘にて脱走者らを発見した。報じられたところによれば、馬に乗った民警団員が近づいた時、ドイツ人達は川で水浴びをするか、草の上で昼寝をしていたという。脱走者のうち1人がピストルで武装していたために銃撃戦となり、最終的にドイツ人1人が負傷した。逮捕された脱走者らはすぐにフォート・スタントンへと送り返された。